# Волков, Артём Андреевич (1999)
Артём Андреевич Волков (род. 26 июля 1999, Москва) — российский хоккеист, защитник.

## Карьера
Артём Волков начал заниматься хоккеем в московской хоккейной школе «Белые медведи», за которую дебютировал на Кубке мэра среди юношей. Далее выступал за СДЮСШОР по хоккею имени А. И. Чернышева «Динамо» в составе которой принимал участие в открытом чемпионате Москвы среди юношей своей возрастной категории. Заканчивал свой юношеский этап карьеры в школе московского «Спартака», который выбрал хоккеиста на драфте юниоров в 2016 году, и за состав которого Волков дебютировал на профессиональном уровне в сезоне МХЛ 2016/2017.
В сезоне 2018/2019 3 января 2019 года дебютировал в Континентальной хоккейной лиге, в домашней игре против «Барыса». В сезоне 2018/2019 Волков отыграл 5 матчей за основной состав. Большую часть времени провёл в молодёжной команде, а также привлекался к играм ВХЛ за аффилированный клуб — воскресенский «Химик». 25 ноября 2020 года расторг контракт со «Спартаком» по взаимному соглашению сторон. 7 декабря 2017 года было объявлено о переходе Волкова в белорусский клуб «Неман», на основе просмотрового контракта, а спустя время Волков подписал и полноценный, годичный контракт. В конце августа 2021 года покинул клуб.

## В сборной
В 2018 году начал привлекаться в состав молодёжной сборной России, в составе которой принял участие в молодёжной суперсерии.